# Irène Pijoan
Irène Pijoan (Lausana, 11 novembre de 1953 - Berkeley, 18 agost de 2004), pintora, escultora i professora d'art, filla de Geneviève Bugnion i de l'arquitecte, historiador i crític d'art, assagista, poeta i agitador cultural català Josep Pijoan (1879-1963), que en aquell moment tenia setanta-cinc anys i morí quan ella en tenia deu.
Durant la seva infància, la va impactar profundament l'obra del seu pare i les mostres d'art antic que conservaven a casa seva (des d'art grec-romà d'Egipte fins a una obra d'El Greco).
A partir de 1977, inicia la seva activitat als Estats Units. La seva obra és exhibida i col·leccionada arreu del món, incloent-hi el Museu Guggenheim de Nova York, la Corcoran Gallery of Art de Washington i el Forum d'Art Contemporain a Sierre, a Suïssa, com també al Contemporary Arts Forum de Santa Barbara, l'Oakland Museum, el Berkeley Art Museum i el San Jose Institute of Contemporary Art, on també hi exercí el seu mestratge durant més de 20 anys. Se'n mantenen també diverses instal·lacions a diverses ubicacions dels Estats Units.